# 中村一義
中村 一義（なかむら かずよし、1975年2月18日 - ）は、日本のミュージシャン。東京都江戸川区出身。血液型はA型。

## 来歴
幼い頃から家庭内不和があり、両親との離縁を経て父方の祖父母の家へと移住する。この父方の祖父は満州の生まれであり、後に100sとしてアルバム『ALL!!!!!!』をリリースした際の各種インタビューでも語ったように、中村自身1/4中国の血を継いでいるクォーターである。当初はゴッホやシャガールに影響を受け絵画に興じていたが、安田学園高校在学中の頃から、その表現方法を音楽へと転換する。最初に聞き始めたのは、イギリスのクリエイション・ブーム期の音楽で、当時はその影響から友人らとバンドを組み、英歌詞の曲を作っていたが、本人曰く「鳴かず飛ばず」だった。
高校卒業と時を同じくして、日本語の詩による音楽作りをはじめる。この際、より本格的な音楽活動へと打ち込むべく、大学進学用の支度金を使って楽器を購入し、当時住んでいた祖父母の家の自室をスタジオ代わりとし、デモテープなどを録音している。資金を借りた祖母には「2年だけ」時間が欲しいと伝え、「それでダメだったら死ぬ」覚悟であったという（結果的には約束の2年ギリギリでデビューに行き着いた）。
1995年、ファイブ・ディーに所属が決定。1997年にシングル『犬と猫』で、マーキュリー・ミュージックエンタテインメントからデビューを果たす。デビュー同年には1stアルバム『金字塔』を発表。当時22歳という若さにして、セルフプロデュースによって作られたこの作品は、意味深かつ独特の日本語詞と卓越したポップセンスにより、音楽雑誌を中心に、業界において高い評価を受ける。渋谷陽一はシングルカバーに「10年に一人の天才」と書き、いとうせいこうは自身のホームページで「桑田佳祐を継ぐ日本語詞の使い手」と評した。なお、デビューと同時期に結婚をしている。
中村自身は『金字塔』は今までの人生の全てを出し切った作品であり、このアルバムをリリースしてアーティスト活動も終えるつもりであった。しかし、「大人の事情」で2枚目を出すことになったため、制作は苦心したようである。また、この頃は自身の音楽へのこだわりや方向性の強さから、ライブは一切行っていなかった。
1998年、2ndアルバム『太陽』をリリース。1999年に発表したシングル『ジュビリー』を最後に、マーキュリーとのレーベル契約を終了する。2000年にインディーズレーベルからシングル『ハレルヤ』をリリースした後、東芝EMIからシングル『1,2,3』と、3rdアルバム『ERA』を発表する。同年夏にはフェスへ出演し、自身初となる公式アナウンスによるライブを披露する（以前にシークレットゲストとしての演奏はあった。詳しくは後述）。
2001年に出演した「ROCK IN JAPAN FES.2001」にて構成したバンドメンバーと意気投合し、同じメンバーにて2002年に4thアルバム『100s』をリリース。同年には同メンバーと共に、自身初となるライブツアーを行い、12月には大阪城ホールや日本武道館などで追加公演が開催された（後述）。また、この年にはスピッツのトリビュートアルバム『一期一会 Sweets for my SPITZ』に『冷たい頬』で参加している。2003年に行われた「ROCK IN JAPAN FES.2003」には、2001年と同じバンドメンバーを率いて「中村一義 (100s)」名義で参加。2004年には完全に「100s」という名義となり、ソロ活動から本格的にバンド活動へと移行。2009年までに3枚のアルバムを発表した。
2010年5月、コンセプトサイト「KIKA:GAKU（キカガク）」をオープンした。創作活動の基盤として長きにわたって構想を練られたこのサイトは、創作の源となる要素や出会う人・モノから様々なテーマをひも解いていく場として立ち上げられた。
2012年、ソロ活動を再開。約10年ぶりのソロアルバム『対音楽』をリリースした。また同年は中村のデビュー15周年であり、それを記念したツアー「楽演2012」を開催した。ツアー最終日である武道館公演は「博愛博2012」と題し100sやくるり、サニーデイサービス、Base Ball Bearと共演した。
2013年7月、町田昌弘と2人で周るトーク&弾き語りライヴツアー「まちなかオンリー!」を開催。以後シリーズ化している。またこの年のフェス共演がきっかけとなり、町田や活動を再開したHermann H.&The Pacemakersのメンバーらと各地のイベントなどに「中村一義 with Hermann H.&The Pacemakers」名義で出演。
2014年、「中村一義 with Hermann H.&The Pacemakers」名義で出演したメンバーと2002年以来12年振りとなるソロ名義によるバンド編成ツアー『RockでなしRock'n roll』および中村の出身地である東京都江戸川区での公演「エドガワQ」を開催。バンドメンバーは中村一義（Vo）、町田昌弘（Gt）、岡本洋平（Gt,Cho/ Hermann H.&The Pacemakers）、平床政治（Gt/ Hermann H.&The Pacemakers）、TOMOTOMO club（Ba/ THE BEACHES、THE JERRY LEE PHANTOM）、マシータ（Dr）、ヨースケ@HOME（MC, Cho）。またこのバンドを「海賊」と名付け、翌年以降のツアーや2016年発表のアルバム『海賊盤』のレコーディングを共に行っている。
2017年、デビュー20周年を記念し、ライヴ・アレンジで再録した楽曲を収めた『最高築』を発表した。
2020年2月にはキャリア10枚目のアルバム『十』をリリース。
2021年に開催された2020東京パラリンピックの開会式にて、「世界は変わる」が使用される。
2022年には、中村がデビュー前に活動していたテクノユニット「The M.T.P」の音源をクラウドファンディングでリリース。同年5月、アルコールの長期摂取が原因となる肝性脳症により自宅で意識をなくして緊急搬送され、一時期は余命2年と宣告されていたことを吉田豪によるインタビューで明かした。
2024年3月に最新シングル「春になれば」の配信を開始。

## 楽曲
句読点やダブルミーニングなどのことば遊びを多用した詞と裏声による歌唱法を特徴としている。
その詞世界については、彼と同居していた祖父から毎日のように語られた哲学や思想が色濃く反映されていることが公言されており、祖父の言葉をまとめた書籍『中村語録』が発行されているほか、祖父の逝去時には、中村本人の文章により、100s公式ホームページにその訃報が公表された。
100sのバンドメンバーとの出会いまでは、一部のゲストミュージシャンを除いて、ほぼ全ての楽器を自分で演奏していた。自室を中心にレコーディングを行うことから、当時、日本における宅録アーティストのはしりとして祭り上げられる機会も多かった。

## ライブ活動
デビューから数年の間、一度もライブ活動を行っていなかったという。ミュージシャンとしては非常に稀有な経歴を持っていたが、
1999年4月28日に名古屋ボトムラインで行われた「CLUB SNOOZER SPECIAL」のシークレットゲストとして初のライブを行う。このイベントの東京公演(5/1赤坂ブリッツ)の一部が、VHS/DVD『90's FILMS』に収録されている。
『ERA』発表目前の2000年8月13日に、ひたち海浜公園で開催された「ROCK IN JAPAN FES.2000」における最終日のトリでの出演が告知されたが、当日の天候不良によりイベント自体が途中終了となった。同年9月3日に日比谷野外音楽堂で行われた「Sweet Love Shower 2000」での演奏が、結果的に自身初の公式アナウンスによるライブとなった。
なお、翌年の2001年8月5日に行われた「ROCK IN JAPAN FES.2001」でも最終日のトリを務めており、前述の通り、このライブをきっかけにバンドメンバーでの活動を開始した。
2002年5 - 6月には自身初となる全国ツアー「博愛博」にて4都市12公演を行うほか、同年11 - 12月には「博愛博+」と題して、さらに7都市7公演を行っている。
バンド名義での活動後は、アルバムの発表に併せて全国ツアーが行われるなど、ライブ活動は増加している。

## ディスコグラフィー

### 参加作品
| 発売日         | タイトル                                      | 規格品番   | 備考                                                                     |
| -------------- | --------------------------------------------- | ---------- | ------------------------------------------------------------------------ |
| 2001年01月01日 | NOW J-POP 2001                                | TOCT-24527 | 『1,2,3』で参加                                                          |
| 2002年01月23日 | Tuesday Song                                  | UMCK-1089  | 326プロデュースのコンピレーション・アルバムに『永遠なるもの』で参加      |
| 2002年10月17日 | 一期一会 Sweets for my SPITZ                  | MUCT-1003  | スピッツのトリビュートアルバムに『冷たい頬』で参加                       |
| 2003年11月26日 | LOVE51〜アイニコイ                            | UICZ-4087  | 『笑顔』で参加                                                           |
| 2004年02月25日 | DISCOVER THE SONGS 1+1                        | TOCT-25324 | カバー曲を集めたコンピレーション・アルバムに『恋は桃色』(細野晴臣)で参加 |
| 2004年04月21日 | J-Standard 003「元気」                        | BVC3-37008 | コンピレーション・アルバムに『キャノンボール』で参加                     |
| 2004年12月08日 | 802 HEAVY ROTATIONS J-HITS COMPLETE 96-99     | TOCT-25520 | FM802によるコンピレーション・アルバムに『犬と猫』で参加                  |
| 2004年12月08日 | 802 HEAVY ROTATIONS 〜J-HITS COMPLETE '99-'01 | VICL-61540 | FM802によるコンピレーション・アルバムに『ジュビリー』で参加              |
| 2008年09月10日 | DRIVIN' J-POP MEMORIES                        | UICZ-8046  | 『犬と猫』で参加                                                         |
| 2010年04月21日 | ソラニン songbook                             | KSCL-1576  | 『セブンスター』で参加                                                   |

## 書籍
- 中村語録（2002年5月11日）
- 中村語録Ⅱ（2010年10月27日）
- 中村語録Ⅲ（2011年2月28日）
- 「魂の本 〜中村全録〜」（太田出版｜2011年3月23日）
- ギター弾き語り「中村一義／最高宝」（ドレミ楽譜出版社｜2011年8月25日）
- 中村語録 新装版（2016年12月17日）

## ミュージックビデオ
| 監督               | 曲名 |
| ------------------ | --- |
| 中村友彦           | 「犬と猫」「街の灯」「天才とは」「永遠なるもの」 「金字塔」「主題歌」「魂の本」「そこへゆけ」「生きている」 「キャノンボール」「セブンスター」「新世界」 |
| 佐内正史           | 「笑顔」「愛にしたわ。」 |
| 掛川康典・生西康典 | 「君ノ声」「ショートホープ」 |
| 山村浩二           | 「ジュビリー」 |
| 山口保幸           | 「1,2,3」 |
| 中村一義           | 「愛すべき天使たちへ (Acoustic Ver.)」 |
| 谷篤               | 「運命」 |
| 高木聡             | 「スカイライン」「世界は変わる」 |
| 青木亮二           | 「キャノンボール（最高築ver．)」 |
| 奈須裕之           | 「春になれば」 |

## タイアップ
| 曲名           | タイアップ                                                             |
| -------------- | ---------------------------------------------------------------------- |
| 犬と猫         | NHK-FM『ミュージック・スクエア』1996年12月期 - 97年1月期オープニング曲 |
| ハレルヤ       | 日産自動車「2.9%低金利クレジット・キャンペーン」CMソング               |
| 君ノ声         | 日産自動車「2.9%低金利クレジット・キャンペーン」CMソング               |
| キャノンボール | 日産自動車「低金利キャンペーン」CMソング                               |
| 世界は変わる   | 日本テレビ系テレビアニメ『エンドライド』エンディングテーマ             |